# Alexandre Ricaud
Pas d'image ? Cliquez ici

a Compétitions nationales et continentales officielles uniquement.

Dernière mise à jour le 29 janvier 2022.
Alexandre Ricaud, né le 23 mars 1984, est un joueur de rugby à XV français qui évolue au poste de troisième ligne aile au sein de l'effectif du Stade montois.

## Carrière
- 2002-2006 : Stade montois
- 2006-2010 : FC Auch
- 2010-2012: Tarbes Pyrénées rugby
- 2012-2014 : Stade Montois Rugby

## Palmarès
- Champion de Pro D2 en 2006-2007 avec le FC Auch.
- Champion de France crabos avec stade montois 2001-2002
- Champion de France Espoirs 2007 avec le FCAG